# Montbrehain
Montbrehain is een gemeente in het Franse departement Aisne (regio Hauts-de-France) en telt 909 inwoners (1999). De plaats maakt deel uit van het arrondissement Saint-Quentin.

## Geografie
De oppervlakte van Montbrehain bedraagt 9,9 km², de bevolkingsdichtheid is 91,8 inwoners per km².
De onderstaande kaart toont de ligging van Montbrehain met de belangrijkste infrastructuur en aangrenzende gemeenten.

## Demografie
Onderstaande figuur toont het verloop van het inwonertal (bron: INSEE-tellingen).
Vanwege een beveiligingsprobleem met de MediaWiki Graph-software is het momenteel niet mogelijk deze grafiek weer te geven. Zodra de software is bijgewerkt zal de grafiek vanzelf weer zichtbaar worden.

## Bezienswaardigheden
Op het grondgebied van de gemeente bevinden zich drie Britse militaire begraafplaatsen met gesneuvelden uit de Eerste Wereldoorlog, nl: Montbrehain British Cemetery, Calvaire Cemetery en High Tree Cemetery. Ook op de gemeentelijke begraafplaats ligt een Britse gesneuvelde. 